# Economia da Letónia
A Letônia foi a economia europeia que mais rapidamente cresceu entre 2000 e 2007. Em 2003, o crescimento do PIB letão foi de 7,5%, com inflação de 2,9%; em 2006 e 2007, o incremento do PIB superou os 10% a.a.. A taxa de desemprego foi de 8,8% em 2003, quase igual à dos dois anos anteriores. A privatização foi quase completada, exceto por algumas grandes empresas públicas. A sua capital é Riga
Em 1 de Maio de 2004, a Letônia ingressou na União Europeia. O país esperava adotar o Euro em 2012. No entanto, diante da crise econômica de 2008, essa expectativa não se confirmou com certeza tem uma economia muito desenvolvida

## História da economia
Por séculos sob influência Hanseática e germânica, durante a guerra interna de independência. A Letônia usou sua localização geográfica como um importante trunfo para tornar-se um centro do comércio Leste-Oeste.
A indústria servia aos mercados locais, enquanto a madeira, papel e produtos agrícolas eram os principais itens da pauta de exportações do país. Nos anos de ocupação russa e soviética, essas atendiam às grandes necessidades internas industriais daqueles impérios.

### Crescimento e crise
A economia da Letônia experimentou um crescimento do PIB de mais de 10% ao ano, entre 2006 e 2007, mas entrou em severa recessão em  2008, como resultado de um insustentável déficit em conta corrente e uma grande exposição da dívida à combalida economia mundial.
Desde 2008, o país entrou em uma das piores crises econômicas já registradas no mundo. O PIB caiu bruscamente: em dois anos (2008 e 2009) a queda acumulada foi de 25,5% (quase 20% só em 2009). Foi a pior queda bianual de que se tem notícia. As previsões mais otimistas do Fundo Monetário Internacional antecipam uma queda adicional de 4%. Se isto se confirmar, a economia letã deverá experimentar um declínio pior do que o verificado durante a Grande Depressão nos  Estados Unidos.
O PIB afundou quase 18% em 2009 - ano em que as três antigas repúblicas soviéticas bálticas registraram as maiores quedas, dentre todos os países do mundo. A Letônia contou com o apoio do Fundo Monetário Internacional e da União Europeia e outros órgãos financiadores, como parte de um acordo para manter a ancoragem da moeda ao euro e reduzir o deficit fiscal para algo em torno de 5% do PIB. As empresas, incluindo os bancos e imobiliárias, foram, na sua maioria privatizadas, embora o Estado ainda mantenha considerável parcela  de algumas grandes empresas.
A Letônia ingressou na Organização Mundial do Comércio em fevereiro de 1999. O ingresso na União Europeia, o principal objetivo de política externa, ocorreu em maio de 2004. Todavia o défice orçamentário continua a ser uma grande preocupação. A dívida pública da Letônia, que representava 7,9% do seu PIB, em 2007, chegou a quase 20% em 2008 e é estimada em aproximadamente 32.5% do PIB, em 2009. Deve chegar a 74%, em 2010, e a 89% em 2014, o que deixa o país fora dos requisitos impostos pelo Tratado de Maastricht - que fixa limites para a dívida pública - e assim impossibilita o esperado ingresso do país na Zona do Euro.   A dívida externa caiu de USD$42,26 bilhões em 2008, para USD$38,01 bilhões em 2009 (estimativa) mas ainda supera em muito o valor das exportações do país (estimado em  USD 9,63 bilhões, em 2008, e USD 6.72 bilhões, em 2009) 
A Letônia é pouco industrializada e sua agricultura é pouco modernizada. Portanto, aparentemente, a dívida privada, superior a 9 bilhões de lati (0,702804 ls = 1 Euro) ou 12800 milhões de euros, não teve uma contrapartida equivalente em investimentos. A maior parte dos créditos foi concedida fundamentalmente com a garantia de ativos existentes, herdados do período soviético. Embora tenha havido um forte incremento na construção de imóveis, a maior parte desses bens têm hoje um valor inferior ao inicial. Os valores dos débitos excede o valor de mercado dos bens hipotecados, que se desvalorizaram entre 50 a 70% e também supera a capacidade de os proprietários dos imóveis honrarem seus compromissos.  Portanto é muito provável que dívida privada acabe sendo bancada pelo Estado lituano, tal como ocorreu durante o bailout dos bancos dos Estados Unidos, em 2008-2009. O Banco da Letônia sugere que o momento mais grave da crise já passou e que as exportações começam a aumentar. Mas o desemprego, que era estimado em 7.5% no ano de 2008, mais que dobrou em 2009, sendo estimado em 16.6%.